# دهستان بندر امام خمینی
دهستان بندر امام خمینی نام دهستانی در بخش بندر امام خمینی شهرستان بندر ماهشهر، استان خوزستان در ایران است. براساس سرشماری مرکز آمار ایران در سال ۱۳۸۵، جمعیت آن ۹۲۲ نفر (۱۹۷ خانوار) بوده‌است.